# 851 TCN
851 TCN là một năm trong lịch La Mã.

## Mất
Tề Hiến công Sơn(齊獻公山) , quân chủ thứ 7 của nước Tề.